# پادشاهی متحد گرجستان
پادشاهی متحد گرجستان (به گرجی: საქართველოს სამეფო "ساکارْتْوِلُسْ سامِپُ") یک پادشاهی قرون وسطایی بود که در سال ۱۰۰۸ میلادی توسط باگرات سوم بنیان نهاده شد. این پادشاهی در طول قرن‌های ۱۱ و ۱۲ میلادی به اوج شکوفایی تمدن خود رسید به‌طوری‌که این دوران «عصر طلایی» تاریخ گرجستان نامیده می‌شود که آغاز آن سال ۱۰۸۹ میلادی هم‌زمان با آغاز پادشاهی داویت چهارم و پایان آن سال ۱۲۳۶ میلادی و حمله مغول به گرجستان است. مغول‌ها پس از حمله به گرجستان در آن سلطه یافتند که با مبارزات گرجی‌ها مواجه شد و سرانجام در دههٔ ۱۳۴۰ میلادی گرجی‌ها موفق به اخراج مغول‌ها از گرجستان شدند.
تیمور لنگ با حملات هشت گانهٔ خود به گرجستان بین سال‌های ۱۳۸۶ تا ۱۴۰۳ میلادی باعث ویرانی آن شد و با حملهٔ امپراتوری عثمانی در سال ۱۴۶۶ میلادی پادشاهی متحد گرجستان به هرج و مرج کشیده شد و در نهایت بین سال‌های ۱۴۸۴ تا ۱۴۹۳ میلادی با تجزیه به سه پادشاهی مستقل کارتلی، کاختی و ایمرتی و پنج شاهزاده‌نشین دوران حکومتشان را به پایان بردند.
پادشاهی متحد گرجستان شامل تمامیت ارضی امروزهٔ کشورهای گرجستان و ارمنستان و همچنین بخشی از کشورهای روسیه، ترکیه، آذربایجان و ایران امروزی بوده‌است.

## خاستگاه
بنیان‌گذار پادشاهی متحد گرجستان باگرات سوم بود که از سال ۹۷۵ میلادی طعم حکمرانی در گرجستان را چشید و پس از بنیان‌گذاری پادشاهی متحد گرجستان در سال ۱۰۰۸ میلادی به مدت پنج سال بر آن حکومت کرد و در سال ۱۰۱۴ میلادی درگذشت. باگرات سوم فرزند گورگن دوم و از سلسلهٔ باگراتیونی‌ها بود. استیلای این سلسله را می‌توان از قرن ۸ میلادی ردیابی کرد، زمانی که آن‌ها به حکومت تائو کلارجتی (منطقه‌ای گرجی‌نشین در شمال شرقی ترکیه امروزی) رسیدند.

## عصر طلایی
در قرن ۱۱ میلادی وابستگی پادشاهی متحد گرجستان به امپراتوری سلجوقی کاملاً قطع شد. با به سلطنت رسیدن داویت چهارم در سال ۱۰۸۹ میلادی عصر طلایی گرجستان آغاز شد. داویت چهارم در طول حکومت خود به حضور بیست سالهٔ سلجوقیان در گرجستان پایان داد و پس از اخراج سلجوقیان از گرجستان، اقداماتی انجام داد که به لقب «سازنده» دست یافت.
در سال ۱۱۲۵ میلادی، داویت چهارم در گذشت. پس از درگذشت داویت چهارم، دمتری یکم به قدرت دست یافت. در طول حکومت‌های دمتری یکم (۱۱۲۵ تا ۱۱۵۶)، گیورگی سوم (۱۱۵۶ تا ۱۱۸۴) و ملکه تامار (۱۱۸۴ تا ۱۲۱۳) پادشاهی متحد گرجستان در مسیر پیشرفت قرار داشت.
پادشاهی متحد گرجستان، در عصر طلایی خود تبدیل به یکی از برجسته‌ترین کشورهای مسیحی شد و گسترهٔ قلمرو آن به بیشترین اندازهٔ خود رسید که از قفقاز شمالی تا ایران شمالی، و از دریای سیاه تا دریای خزر امتداد داشت.
از مهم‌ترین رویدادهای علمی، فرهنگی و مذهبی آن دوران می‌توان به تأسیس و فعالیت مراکز علمی و فرهنگستان‌های گلاتی، ایقالتو و گرمی در داخل خاک گرجستان، صومعه ایویرون در کوه آتوس و صومعه صلیب در فلسطین اشاره کرد. منظومهٔ پلنگینه پوش اثر شوتا روستاولی را نیز می‌توان مهم‌ترین رویداد ادبی آن دوران دانست.

## سلطهٔ مغول

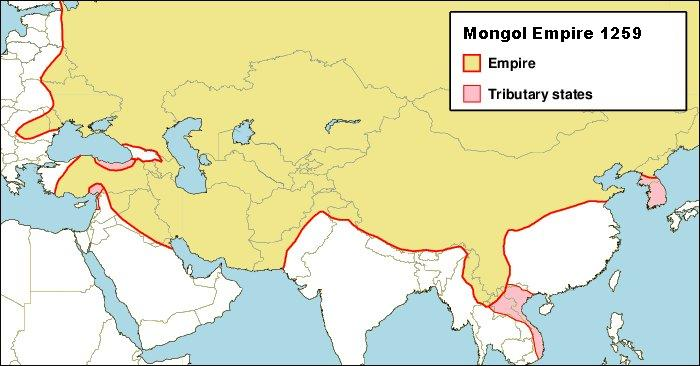
نقشهٔ امپراتوری مغول در ۱۲۵۹ میلادی

خوارزمشاهیان در سال ۱۲۲۵ میلادی و مغول‌ها در ۱۲۳۶ میلادی با حمله به گرجستان به عصر طلایی آن پایان دادند و مغول‌ها در گرجستان سلطه یافتند، در پی آن، گرجی‌ها مبارزاتی علیه سلطهٔ مغول در گرجستان آغاز نمودند که کمتر از یک قرن طول کشید و با شدت و ضعف‌هایی نیز همراه بود. اگر چه این مبارزات در بلند مدت به پیروزی رسید اما در کوتاه مدت باعث تجزیهٔ موقت پادشاهی متحده به دو پادشاهی شد به‌طوری‌که گروهی جاه طلب از شاخه‌ای فرعی از سلسلهٔ باگراتیونی‌ها پادشاهی ایمرتی را تشکیل داده و بر آن حکومت کردند (گرچه در برهه‌هایی نیز قلمرو پادشاهی ایمرتی به عنوان بخشی از پادشاهی متحد گرجستان تحت حکومت دولت مرکزی قرار می‌گرفت). مغول‌ها برای استیلای خود در گرجستان، بسیاری از طوایف قدرتمند گرجی و ارمنی را تحت حمایت خود قرار داده و از ادای دیونشان به دولت مرکزی بازمی‌داشتند به‌طوری‌که در زمان حکومت داویت هشتم، مغول‌ها گیورگی پنجم را مورد حمایت خود قرار داده و به حکومت گماشتند تا از قدرت داویت هشتم بکاهند که این حکومت از سال ۱۲۹۹ تا سال ۱۳۰۲ و به‌طور کلی نصب پادشاهان گرجستان توسط مغول‌ها از ۱۲۹۹ تا سال ۱۳۱۳ ادامه داشت تا اینکه در سال ۱۳۱۴ میلادی گیورگی پنجم خود سلطنت را به دست آورده و رهبری گرجی‌ها را در مبارزه علیه سلطهٔ مغول در گرجستان بر عهده گرفت و پس از حدود ده سال آن‌ها موفق به اخراج مغول‌ها از گرجستان شدند. گیورگی پنجم همچنین در سال ۱۳۳۱، پادشاهی ایمرتی را رسماً ضمیمهٔ قلمرو خود نموده و پادشاهی متحده را احیا نمود. به این ترتیب مرزهای قلمرو پادشاهی متحد گرجستان به سرحدات قبل از حملهٔ مغول بازگشت.

## سقوط

نقشه پادشاهی متحد گرجستان پس از تجزیه

تیمور لنگ با حملات هشت گانهٔ خود به گرجستان بین سال‌های ۱۳۸۶ تا ۱۴۰۳ میلادی باعث ویرانی آن شد و با حملهٔ امپراتوری عثمانی در سال ۱۴۶۶ میلادی پادشاهی متحد گرجستان به هرج و مرج کشیده شد و در نهایت بین سال‌های ۱۴۸۴ تا ۱۴۹۳ میلادی به سه پادشاهی مستقل کاختی، کارتلی و ایمرتی و پنج شاهزاده‌نشین تجزیه شد.
پادشاهی‌های کارتلی، کاختی و ایمرتی هر کدام تحت حکومت یکی از شاخه‌های سلسلهٔ باگراتیونی‌ها بوده و شاهزاده نشین‌های مسختی، گوریا، سامگرلو، سوانتی، و آپخازتی نیز توسط فئودال‌های محلی خود اداره می‌شدند.
به این ترتیب پادشاهی متحد گرجستان به تاریخ پیوست.

## پادشاهی متحد گرجستان در ادبیات
یک شاعر گرجی به نام مورمان لبانیدزه تاریخ پادشاهی متحد گرجستان و وقایع قرن‌های بعدی آن را این‌گونه خلاصه نموده‌است:
ای روشنی چشمان من، ای محبوب من، زمانی گرجستان بزرگ بوده‌است.
شاه داویت سازنده بوده‌است، (بشکنی‌ها و) اوپیزریان شگفت‌انگیز بوده‌اند.
مودرکیلی و تسورتاولی بوده‌اند، که در پی آن‌ها شوتا روستاولی آمده‌است.
ای قرقی و ای روشن پر من، زمانی گرجستان بزرگ بود.
از نیکوپسیا (کراسنودار) تا دربند (داغستان) کشیده شده بوده‌است پویا به هر سو
شاخه‌ها برافراشته و با شکوه، بین دو دریا رشد کرده بوده‌است.
گرجستان کشورهای تابع داشته‌است، پادشاه تامار همیشه سیب‌های طلایی می‌چیده‌است!
جنگل انبوه را هرس کرده‌ایم، چنین گسترانیدیم، که بیزانس دیگری تبدیل شدیم.
اما ناگهان (نقشهٔ گرجستان) مثل کرم در هم لولیده شد، چرخ (زمانه) برعکس چرخید.
برای ما مغول اولین عذاب بود، و به همراه خود ترک و ایرانی را آورد.
گرجستان زیبا را کلاغ‌ها بردند، ایران و عثمانی آن را به نصف تقسیم کردند.
چرخ خرد شد و زنجیر پاره شد، ایقالتو بسته شد، گلاتی ویران شد.
چهار پادشاه خون گریه کردند، هر چهار (پادشاه) شعرهای غم‌انگیز سرودند.
چه وقت شعر است، صاحبش بمیرد، ایراکلی بزرگ با شمشیر درماند.
و پس از آن وای چه ایامی! وای چه ایامی!